# Patient Protection and Affordable Care Act
Patient Protection and Affordable Care Act (PPACA), powszechnie nazywane Affordable Care Act (ACA), potocznie Obamacare – amerykańska federalna ustawa reformująca system opieki zdrowotnej w Stanach Zjednoczonych, uchwalona przez 111. Kongres Stanów Zjednoczonych i podpisana 23 marca 2010 przez prezydenta Baracka Obamę.

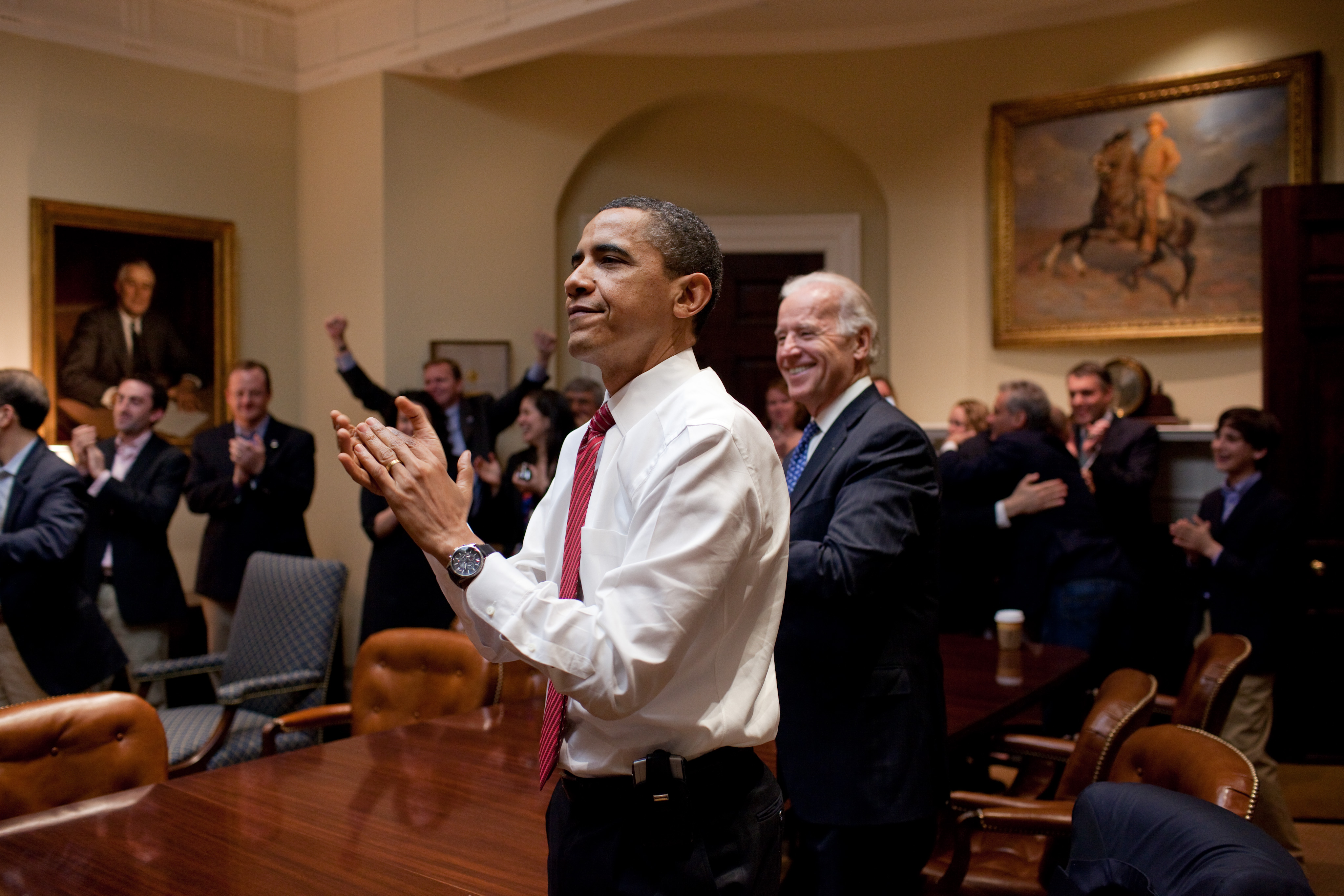
Reakcja prezydenta Obamy i pracowników Białego Domu na zatwierdzenie ustawy ACA przez Izbę Reprezentantów 21 marca 2010 roku.

Celami ustawy są zwiększenie liczby osób posiadających ubezpieczenie zdrowotne i zredukowanie kosztów opieki zdrowotnej. Cele te są realizowane poprzez zmianę prawa podatkowego, wprowadzenie dotacji, nałożenie regulacji na rynki medyczne i ubezpieczeniowe oraz stworzenie nowych i rozszerzenie istniejących programów rządowych.
W USA nie ma obowiązku nabycia ubezpieczenia zdrowotnego. Obywatele mogą finansować koszty leczenia z własnych środków lub zdecydować się na zakup ubezpieczenia w prywatnej firmie ubezpieczeniowej. Natomiast ACA nakłada dodatkowy podatek na osoby i gospodarstwa domowe, które nie zdecydują się na wykupienie ubezpieczenia.

## Postanowienia ustawy
Postanowienia ACA mają wchodzić w życie w latach 2010–2020, ale większość z nich zaczęła obowiązywać od 1 stycznia 2014. Niewiele obszarów amerykańskiego systemu opieki zdrowotnej zostało nienaruszonych, co czyni ACA największą reformą służby zdrowia w USA od czasu wprowadzenia ustawy o Medicare i Medicaid w 1965 roku. Jednak niektóre obszary zostały bardziej zmodyfikowane niż inne. Najbardziej zmodyfikowany został rynek indywidualnych ubezpieczeń. Nowe przepisy prawa wprowadzone przez ACA dotyczą w dużym stopniu właśnie tego rynku. Zachowano natomiast w dużej mierze strukturę programów Medicare, Medicaid i rynek ubezpieczeń oferowanych przez pracodawców. Większość korzyści z zakresu ubezpieczenia została osiągnięta dzięki rozszerzeniu programu Medicaid. Największe oszczędności zostały osiągnięte w ramach programu Medicare. Nie wszystkie przepisy ACA weszły w życie z powodu uchylenia przez Sąd Najwyższy Stanów Zjednoczonych.

### Osoby i gospodarstwa domowe
Osoby i gospodarstwa domowe, które nie wykupiły ubezpieczenia zdrowotnego do 30 stycznia 2017, muszą zapłacić dodatkowy federalny podatek dochodowy 2,5%, jednak nie mniej niż $695 (w skali roku) w przypadku osoby dorosłej i $2085 w przypadku rodzin. Podatek nie dotyczy osób ubezpieczonych przez pracodawcę, objętych programami Medicare i Medicaid lub innymi publicznymi programami zdrowotnymi (jak np. Tricare) oraz członków pewnych organizacji religijnych i sekt. Za niezapłacenie podatku wprowadzonego przez ACA, w przeciwieństwie do innych podatków federalnych, nie grozi kara więzienia, jednak IRS ma uprawnienia, aby pobrać niezapłacone podatki z kont osób fizycznych.

### Pracodawcy
Firmy zatrudniające 50 lub więcej osób, które nie oferują ubezpieczenia zdrowotnego swoim pracownikom pracującym na pełny etat, podlegają dodatkowemu opodatkowaniu. Około 44% procent obywateli Stanów Zjednoczonych posiada pracownicze ubezpieczenie zdrowotne.

### Dotacje
ACA wprowadza dotacje do ubezpieczenia zdrowotnego zależne od uzyskanego dochodu. Osoby i gospodarstwa domowe osiągające dochód od 100% do 400% federalnego wskaźnika ubóstwa (ang. Federal Poverty Level) kwalifikują się do otrzymania dotacji na ubezpieczenie zdrowotne. Dochody poniżej 138% FPL kwalifikują do otrzymania świadczeń zdrowotnych w ramach programu Medicaid, jednak ta możliwość nie jest dostępna we wszystkich stanach. Osoby i gospodarstwa domowe, których dochód przekracza 400% FPL i nie posiadają ubezpieczenia pracowniczego, ponoszą koszty ubezpieczenia zdrowotnego we własnym zakresie.
| Dochód w % FPL | Maksymalny udział w kosztach ubezpieczeń | Dochód  | Maksymalna roczna składka | Oszczędności ze składki | Dotacja |
| -------------- | ---------------------------------------- | ------- | ------------------------- | ----------------------- | ------- |
| 133%           | 3% dochodu                               | $31 900 | $992                      | $10 345                 | $5040   |
| 150%           | 4% dochodu                               | $33 075 | $1323                     | $9918                   | $5040   |
| 200%           | 6,3% dochodu                             | $44 100 | $2778                     | $8366                   | $4000   |
| 250%           | 8,05% dochodu                            | $55 125 | $4438                     | $6597                   | $1930   |
| 300%           | 9,5% dochodu                             | $66 150 | $6284                     | $4628                   | $1480   |
| 350%           | 9,5% dochodu                             | $77 175 | $7332                     | $3512                   | $1480   |
| 400%           | 9,5% dochodu                             | $88 200 | $8379                     | $2395                   | $1480   |

### Regulacje
ACA nakłada na firmy ubezpieczeniowe obowiązek akceptacji wszystkich osób chcących się ubezpieczyć oraz stosowania tych samych cen składek ubezpieczeniowych bez względu na płeć i stan zdrowia (ang. pre-existing conditions). Firmy nadal mogą różnicować cenę składki zdrowotnej ze względu na miejsce zamieszkania i wiek, jednak składka ubezpieczeniowa osób w wieku 45–64 lata może być tylko trzykrotnie wyższa niż składka osób w wieku 18–24 lata.
Firmy ubezpieczeniowe muszą oferować cztery plany ubezpieczeniowe (brązowy, srebrny, złoty oraz platynowy), które pokrywają odpowiednio 60, 70, 80 i 90% kosztów leczenia przez ubezpieczyciela. Pozostała część to udział własny (ang. deductibles), który opłacany jest przez pacjenta. Dodatkowym ograniczeniem udziału osób fizycznych w finansowaniu opieki medycznej jest próg rocznych wydatków na leczenie ($6350 dla osób żyjących samotnie, $12 700 dla rodzin).

## Efekty wprowadzenia ustawy

Procent ludności bez ubezpieczenia zdrowotnego w poszczególnych stanach w 2009 roku, dane United States Census Bureau.
20–27%
16–20%
14–16%
10–14%
4–10%

20–27%
     16–20%
     14–16%
     10–14%
     4–10%

### Pokrycie ubezpieczeniem zdrowotnym
ACA spowodowała znaczną redukcję liczby osób nieubezpieczonych w USA, którą różne organizacje szacują na 20-24 miliony (w roku 2016).
Według raportu Congressional Budget Office (CBO) około 12 milionów nowych osób wykupiło ubezpieczenie (w tym 10 milionów dzięki otrzymaniu dotacji), a 11 milionów osób zakwalifikowało się do rozszerzonego programu Medicaid. CBO również oświadczyło, że w roku 2016 było około 27 milionów ludzi bez ubezpieczenia zdrowotnego oraz szacuje że poziom 26-28 milionów zostanie utrzymany do roku 2026, co ma stanowić około 10% mieszkańców (7–8% jeśli nie uwzględni się nielegalnych imigrantów).
Według raportu Centers for Disease Control and Prevention (CDC) odsetek osób nieubezpieczonych spadł z 16,0% w roku 2010 do 9,1% w roku 2015.
Department of Health and Human Services (HHS) oszacował, że 20 milionów dorosłych w wieku 18–64 lata uzyskało ubezpieczenie dzięki ACA (stan na luty 2016). Z czego 17,7 miliona wykupiło nowe ubezpieczenie w latach 2013–2016 a 2,3 miliona młodych dorosłych w wieku 19–25 lat zostało objętych ubezpieczeniem rodziców, dzięki rozszerzaniu tej możliwości dla osób w wieku do 26 lat. Podobnie Urban Institute ogłosił raport w grudniu 2016, który mówi że około 19,2 miliona Amerykanów uzyskało ubezpieczenie zdrowotne między 2010, a 2015 rokiem.

### Rozszerzenie programu Medicaid
ACA rozszerza federalne finansowanie Medicaid, jak i uprawnia do nabycia pomocy wszystkie osoby osiągające dochód poniżej 138% progu ubóstwa. Niemniej jednak Sąd Najwyższy Stanów Zjednoczonych w 2012 roku orzekł, że poszczególne stany nie muszą godzić się na rozszerzenie programu i nie utracą wcześniej ustalonego poziomu finansowania z rządu federalnego. 32 stany (włączając Washington DC) zaadaptowały rozszerzenie programu Medicaid, 19 stanów tego nie zrobiło (stan na grudzień 2016).
W raporcie przedstawionym Kongresowi Stanów Zjednoczonych, instytucja nadzorująca Medicaid – Centers for Medicare and Medicaid Services (CMS) oszacowała, że koszt rozszerzenia w roku 2015 wyniósł $6366 na osobę, około 49% powyżej pierwotnego oszacowania. Ten sam raport mówi, że od 9 do 10 milionów ludzi uzyskało pomoc Medicaid, głównie osoby dorosłe z niskim dochodem.
Stany, które odrzuciły rozszerzenie Medicaid, mogą utrzymywać kryterium kwalifikujące do otrzymania pomocy znacznie poniżej 133% progu ubóstwa. Wiele z tych stanów nie zaczęło oferować pomocy dorosłym osobom nieposiadającym dzieci. Na przykład w stanie Kansas pełnosprawni dorośli bez dzieci nie kwalifikują się do programu Medicaid, natomiast pełnosprawni dorośli z dziećmi, kwalifikują się, jeśli ich zarobki nie przekraczają 32% progu ubóstwa. Kaiser Family Foundation oszacowała w październiku 2015, że 3,1 miliona osób nie zostało objętych opieką zdrowotną, ponieważ niektóre stany odrzuciły rozszerzenie Medicaid. W stanach z rozszerzonym Medicaid odsetek osób nieubezpieczonych w wieku 18–64 lata wynosi średnio 7,3%, w pozostałych stanach wskaźnik ten wynosi średnio 14,1%.

## Sytuacja polityczna
Projekt ustawy i późniejsze jej wejście w życie wywołały spór między popierającymi ACA Demokratami a przeciwnymi jej funkcjonowaniu Republikanami. Zwolennicy ustawy mówili o konieczności wyrównywania szans między bogatymi i ubogimi warstwami społeczeństwa. Wskazywali też, że wprowadzenie obowiązku ubezpieczania się uniemożliwi ubezpieczycielom dyskryminację ze względu na stan zdrowia, zadba o konkurencyjność na rynku ubezpieczeń, a sama obecność aktu w systemie prawnym pozwoli na regulowanie i kontrolę rynku ubezpieczeniowego w kontekście ochrony praw ubezpieczonych. Republikanie natomiast, opowiadający się za jak najmniejszą ingerencją państwa w sferę prywatną obywateli, kwalifikowali obligatoryjne ubezpieczenie zdrowotne jako dodatkowy podatek narzucony przez rząd.
Jak wskazał rząd, The Affordable Care Act niesie za sobą liczne korzyści dla obywateli, w tym:
- zapewnia Amerykanom ochronę związaną z opieką zdrowotną,
- doprowadził do powstania Health Insurance Marketplace(inne języki) (HealthCare.Gov), poprzez którą Amerykanie mogą nabyć regulowane przez prawo federalne ubezpieczenie zdrowotne, otwarte na wszystkich obywateli (brak dyskryminacji związanej z płcią, stanem zdrowia),
- rozwój opieki zdrowotnej dla wszystkich dorosłych w wielu stanach,
- udoskonalenie opieki dla osób starszych oraz niepełnosprawnych,
- rozwój opieki medycznej zapewnianej przez pracodawców,
- wprowadzenie obowiązku pokrywania kosztów ubezpieczenia każdego miesiąca, czego nieprzestrzeganie związane jest z utratą zwolnień od opłat, a także z karami pieniężnymi,
- wprowadzenie nowych podatków, ale także ulg podatkowych, związanych z otrzymywanym świadczeniem.